# Greh (Cerkvenik)
Greh je drama Angela Cerkvenika. Izšla je v Ljubljanskem zvonu leta 1928.

## Osebe
- Žena (Sonja)
- Njen mož
- Njegov prijatelj in pozneje Sonjin drugi mož
- Ljubimec (Bojan)

## Vsebina

### 1. scena
Prijatelj zdravnik jetičnemu možu pove, da bo lahko še dolgo živel, le razburjenje bi bilo lahko usodno. Sonja to sliši in izrabi priliko: pod pretvezo, da si mora izprositi moževo odpuščanje, mu pove, da ga je varala, z Bojanom in z drugimi, tudi njegovim najboljšim prijateljem zdravnikom. Mož se z muko spravi pokonci, rad bi jo ubil, a Sonja zbeži, k bolniku pa prihiti prijatelj. Brž mu je jasno, kaj se je zgodilo, bolniku priseže, da s Sonjo nima nič. Umirajoči mu verjame, zaroti ga, naj vsesa njegovo dušo vase, se po njegovi smrti poroči s Sonjo in ga maščuje. 

### 2. scena
Sonja se v pogovoru z Bojanom veseli svoje svobode, poročila se bo z zdravnikom, ki je bogat, Bojana pa še naprej imela za ljubimca. Opojena je od zavesti moči, ubijati hoče, uničevati, njena sla drvi v brezno pekla. Bojana je strah pred njo, že prej je bil izkusil, kako zlobno ga je odtrgala od njegove žene Ele, ki se je zato zapila in propadla; v Sonji čuti satansko moč, vendar se ne more odtrgati od nje. 

### 3. scena
Na prijateljevem grobu zdravnik Sonji naravnost pove, da ve za njen zločin, razodene ji tudi moževe zadnje besede. Sonja ga z ganljivo zgodbo sicer prepriča, da je mož lagal, a je prepozno, vest se ji je že oglasila, moža že vidi, kako steguje svojo koščeno roko proti njej. Oba zbežita s pokopališča, da bosta nekje začela novo življenje. 

### 4. scena
Sonja je drugega moža vzljubila in se poboljšala, trpi zaradi svojega greha, misel nanj jo preganja noč in dan. Njeno stisko še povečuje Bojan, ki jo izsiljuje, zahteva celo, da naj krade denar iz moževe blagajne. Sonja obupuje, saj se ne more izkopati iz greha, čeprav si prizadeva; možu je celo pomagala sestaviti testament, ki je zagotavlja le skromno preživnino, in še to pod pogojem, če se ne poroči. Mož to z užitkom razkrije Bojanu, ki je računal na premoženje. 

### 5. scena
Bojan od Sonje zahteva, naj umori moža in uniči oporoko, ko pa se Sonja brani, pripravljena je celo na samomor, ji grozi, da bo z njenimi pismi izsiljeval moža. Sonja spozna ljubimčevo podlo naravo, sklene, da bo možu vse povedala, odšla in v sramoti in revščini delala pokoro. 

### 6. scena
Sonja nima moči, da bi izvedla svojo namero, zato skuša moža ustreliti, da bi mu prihranila sramoto in trpljenje. Ko se ji tudi to ne posreči, se možu izpove svojih grehov. Mož je ves iz sebe, ne more ji verjeti, še najmanj to, da ga resnično ljubi. Sonja se skuša ustreliti, ko pa ji mož izbije pištolo iz rok, skoči skozi okno in se težko poškoduje. Mož s kesom spozna iskrenost njene ljubezni. 

### Epilog
Sonja je že deset let pohabljena, a mirna: odkupila je svoj greh, Bojana pregovorila, da je ženo Elo vzel k sebi; ko je Ela umrla, so vsi trije postali eno, vsako leto praznujejo Sonjino »vstajenje«. Mož in ljubimec s tako grozo in kesom, da jo vsako leto poskušata ubiti, a zaman, mrtvih ni mogoče ubiti. Kdo je mrtev in kdo živ? Kje je meja med grehom in kaznijo? Mož se sprašuje, kdo bo presekal to usodno verigo greha in zločina, kjer se iz sovraštva rojeva ljubezen in obratno? Ljubimec odgovarja: vse se vrti – usodni krog večnega spovračanja brez izhoda. 